# 蒯良
蒯 良（かい りょう、生没年不詳）は、中国後漢時代末期の政治家。字は子柔。荊州南郡中廬侯国の人。同郷同姓の蒯越とは一族の可能性が高いが、関係は不明である。清の趙翼は『通鑑輯覧』に於いて蒯越の兄だとしている。子は蒯鈞。

## 正史の事跡
劉表が荊州刺史として赴任した際、蒯越・蔡瑁と共に招かれ、服従しない豪族への対処法について相談された。これに蒯良が「仁愛と信義をもって人民を労わるように」と進言したが、一方の蒯越は「利で誘った上で無道の者を誅し、残りは安撫すべき」と進言した。劉表は蒯良の進言を「（仁義を尊んだ晋の）雍季の議論と同じである」と評価したが、最終的には蒯越の進言の方を採り、荊州を統一した。
『世説新語』の注に引く『晋陽秋』によると、蒯良はその後（恐らく曹操に仕え）吏部尚書にまでなった。

## 物語中の蒯良
小説『三国志演義』では延平の出身で、蒯越の兄となっている。正史の穏健な性格から一変し、孫堅を討ち取る策を示すなど、軍事面において優れた才能を持っていることになっている。また、孫堅の遺骸を孫策に返すことを止め、この機に孫氏を滅ぼすよう進言するなど、容赦の無い人物として描かれている。